# 埃列娜·瑟克利奇
埃列娜·瑟克利奇（羅馬尼亞語：Elena Săcălici，1935年—1959年），生于克卢日，罗马尼亚女子竞技体操运动员。她曾代表罗马尼亚获得1956年夏季奥运会体操比赛女子团体全能铜牌。